# 로코트
로콧(러시아어: Рокот, 영어: Rokot)은 러시아의 우주발사체이다. 소련의 UR-100N (SS-19 스틸레토) 대륙간 탄도 미사일을 개조한 것이다. 유럽의 EADS 아스트리움과 흐루니체프가 합작설립한 유로콧에서 사용한다.
상업용 발사비는 1400만 달러(한화 170억 원)이다.

## 설명
로코트는 무게 107톤, 길이 29 m, 직경 2.5 m이다. 3단 액체연료 로켓이다. 1단과 2단은 SS-19 ICBM을 사용한다. 3단은 Briz-KM인데, 연료주입시 무게 6톤, 연소시간 3000초, 비행시간 7시간, 비행중에 6번 재점화가 가능하다. 123단 모두 UDMH 연료에 사산화이질소를 산화제로 사용한다. 스트렐라 로켓도 SS-19 ICBM을 우주발사체로 개량한 것이다.
SS-19 ICBM은 4.35톤의 핵탄두를 사거리 11000 km까지 운반한다. 여기서 4.35톤의 핵탄두를 제거하고, 6톤의 Briz-KM 3단 로켓을 장착했다. 그리고 마지막으로 1.95톤의 인공위성을 장착한 것이 로콧 우주발사체다.

## 역사
SS-19 ICBM은 1975년부터 실전배치해서, 2020년에도 러시아 전략 로켓군에서 사용중이다.
최초의 준궤도 시험발사는 1990년 11월 20일에 바이코누르 우주 기지에서 실시했다. 1994년 12월 26일, 최초의 인공위성을 발사했다. 1995년 흐루니체프사는 독일 다임러벤츠 에어로스페이스와 함께 로콧 판매를 하기로 했다. 나중에, 회사 이름을 유로콧으로 바꾸었다. 유로코트는 러시아 전략 로켓군에서 45발의 로콧을 구매했다. 2000년 아리안스페이스의 자회사인 독일 아스트리움이 유로콧의 주식을 매수했다. 아스트리움은 유로콧의 주식 51%, 흐루니체프는 49%를 갖고 있다.
처음에는 로콧을 바이코누르 우주 기지의 ICBM 사일로에서 발사했다. 나중에 플레세츠크 우주 기지에서 지상 발사대에 세워서 발사했다. 지하 사일로에서 발사하는 경우, 발사소음이 너무 커서 인공위성에 손상을 줄 우려 때문이었다.
새로운 발사장에서, 로코트는 세워진 체로 이동해서 발사 타워에 고정된다. 인공위성은 크레인으로 올려서 2단 로켓의 상부에 결합시킨다. 이런 방식은 러시아 발사체들의 일반적인 조립 방식과 다른 것이다. 러시아는 보통 우주발사체를 수평으로 눕힌 상태에서 인공위성을 상부에 조립하고, 발사장에 수평으로 눕힌채로 철도를 통해 이동시켜서, 발사대에서 수직으로 기립시키고, 그런 다음 발사했다.
2019년, 로콧의 우크라이나산 제어 시스템 공급이 중단되었다. 2014년 크림 위기로 우크라이나와 러시아 관계가 악화되었으며, 우크라이나가 러시아에 대한 기술 수출을 금지했다. 이에 따라 로코트는 2019년 12월 26일 마지막 발사를 했다. 완전한 러시아산 로코트는 로콧-M이라고 부르며, 개발비가 확보된다면, 2022년 최초로 발사될 계획이다.

## 대한민국
1998년 국정원은 러시아 캄차카에서 로콧을 고철로 분해해 수입하여, 재조립하는데 성공했다.
2006년 7월 5일 최초발사된 북한 대포동 2호는 로코트와 무게가 비슷하다. 로콧처럼 1단 엔진도 4개이다. 로콧과 같은 액체연료인 UDMH를 사용한다.
2010년 현재 한국의 유일한 정찰위성인 아리랑 2호는 2006년 7월 28일 로코트로 발사했다.